# Quảng Trị (xã)
Quảng Trị là một xã thuộc huyện Đạ Huoai, tỉnh Lâm Đồng, Việt Nam.

## Địa lý
Xã Quảng Trị có vị trí địa lý:
- Phía đông giáp xã Đạ Pal và huyện Bảo Lâm
- Phía tây giáp thị trấn Đạ Tẻh và xã Mỹ Đức
- Phía nam giáp xã Đạ Oai và xã Hà Lâm
- Phía bắc giáp xã Mỹ Đức.

Xã Quảng Trị có diện tích 54,36 km², dân số năm 2022 là 3.274 người, mật độ dân số đạt 60 người/km².

## Lịch sử
Ngày 6 tháng 3 năm 1984, Hội đồng Bộ trưởng ban hành Quyết định số 38-HĐBT về việc thành lập xã Triệu Hải thuộc huyện Đạ Huoai trên cơ sở một phần của xã Đạ Kho (Đạ Kệ).
Ngày 6 tháng 6 năm 1986, Hội đồng Bộ trưởng ban hành:
- Quyết định số 67-HĐBT[1] về việc thành lập xã Quảng Trị thuộc huyện Đạ Huoai trên cơ sở 7.700 hécta đất và 1.400 nhân khẩu của xã Triệu Hải. Xã Triệu Hải có 6.450 hécta đất và 2.123 nhân khẩu.
- Quyết định số 68-HĐBT[5] về việc sáp nhập xã Quảng Trị và xã Triệu Hải thuộc huyện Đạ Huoai về huyện Đạ Tẻh mới thành lập quản lý.

Ngày 31 tháng 12 năm 2002, Chính phủ ban hành Nghị định số 112/2002/NĐ-CP về việc thành lập xã Đạ Pal trên cơ sở 4.600 ha diện tích tự nhiên và 2.834 nhân khẩu của xã Triệu Hải.
Sau khi điều chỉnh địa giới hành chính, xã Triệu Hải còn lại 3.900 ha diện tích tự nhiên và 2.956 nhân khẩu.
Ngày 21 tháng 1 năm 2020, HĐND tỉnh Lâm Đồng ban hành Nghị quyết số 166/NQ-HĐND về việc:
1. Xã Quảng Trị
- Sáp nhập một phần Thôn 2 vào Thôn 1.
- Sáp nhập Thôn 3 vào phần còn lại của Thôn 2.
- Thành lập Thôn 3 trên cơ sở Thôn 4 và Thôn 5.
- Thành lập Thôn 4 trên cơ sở Thôn 6 và Thôn 7.

2. Xã Triệu Hải
- Thành lập Thôn 1 trên cơ sở Thôn 1A và Thôn 1B.
- Thành lập Thôn 3 trên cơ sở Thôn 3A và Thôn 3B.
- Đổi tên Thôn 4A thành Thôn 4.
- Sáp nhập Thôn 4B vào Thôn 5.

Tính đến ngày 31 tháng 12 năm 2022, xã Quảng Trị có 4 thôn: 1, 2, 3, 4. Xã Triệu Hải có 5 thôn: 1, 2, 3, 4, 5.
Ngày 24 tháng 10 năm 2024, Ủy ban Thường vụ Quốc hội ban hành Nghị quyết số 1245/NQ-UBTVQH15 về việc sắp xếp đơn vị hành chính cấp huyện, cấp xã của tỉnh Lâm Đồng giai đoạn 2023 – 2025 (nghị quyết có hiệu lực từ ngày 1 tháng 12 năm 2024). Theo đó:
- Sáp nhập xã Quảng Trị và xã Triệu Hải thuộc huyện Đạ Tẻh vào huyện Đạ Huoai.
- Sáp nhập toàn bộ 32,15 km² diện tích tự nhiên và quy mô dân số là 3.106 người của xã Triệu Hải vào xã Quảng Trị.

Xã Quảng Trị có 86,51 km² diện tích tự nhiên và quy mô dân số là 6.380 người.